# تاتوم (تگزاس)
تاتوم، تگزاس (به انگلیسی: Tatum, Texas) یک شهر در ایالات متحده آمریکا با جمعیت ۱٬۱۷۵ نفر است که در تگزاس واقع شده‌است.

## موقعیت جغرافیایی
موقعیت جغرافیایی شهرها و مناطق اطراف به شرح زیر است: